# Wortelstreepgrasuil
De wortelstreepgrasuil (Mythimna sicula) is een vlinder uit de familie uilen (Noctuidae). De wetenschappelijke naam is voor het eerst geldig gepubliceerd in 1835 door Treitschke.
De vlinder heeft een voorvleugellengte van 14 tot 17 millimeter. Vanuit de vleugelbasis loopt een witte ader over de lichtgele tot grijsgele voorvleugel die uitmondt in een wit vlekje midden op de vleugel. Langs deze witte ader loopt een donkere lijn. De vorm scirpi (puntlijngrasuil) mist de witte ader en heeft een wat donkerder grondkleur. Deze vorm heeft een nogal regelmatig wisselende status gehad als vorm, ondersoort en zelfstandige soort. De huidige mening van de meeste auteurs is dat het een vorm betreft. 
De vliegtijd is van eind mei tot halverwege juli.
De soort komt voor in de zuidelijke helft van het Palearctisch gebied. In Nederland en België is de soort zeer zeldzaam.